# Highmark Stadium
Highmark Stadium (tidligere New Era Field, Ralph Wilson Stadium og Rich Stadium) er et stadion i Buffalo i New York, USA, der er hjemmebane for NFL-klubben Buffalo Bills. Stadionet har plads til 73.967 tilskuere. Det blev indviet i 1973, hvor det erstattede Bills gamle hjemmebane War Memorial Stadium.